# Alfarnatejo
Het dorpje Alfarnatejo ligt in het noordoosten van de provincie Málaga in Spanje, in de streek Axarquía. Dit gebied staat hier bekend als de Pyreneeën van het Zuiden.
De geschiedenis van het dorp lijkt te zijn begonnen met slechts een Moorse boerderij die, te oordelen aan de restanten die hier ontdekt zijn, niet veel meer dan een wachttoren geweest kan zijn. Hij werd door sommigen Castillo de Sabar genoemd, omdat hij veiligheid bood en een gemakkelijke controle over het gebied.

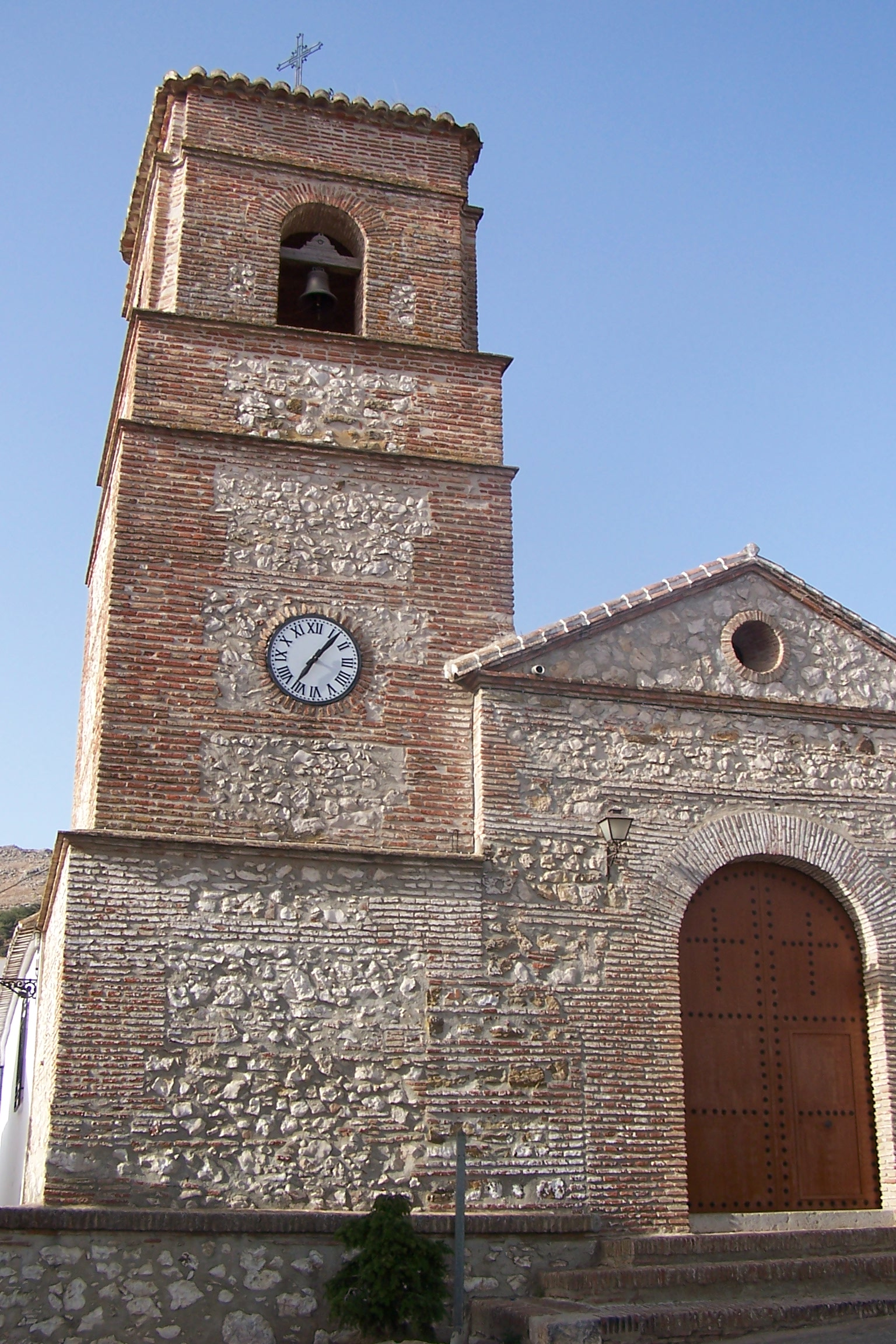
kerk Alfarnatejo

Van belang voor de bezoeker zijn de parochiekerk van Santo Cristo de Cabrilla, het landschap dat wordt gevormd door de rivier de Sabar en de bergkloven van Doña Ana en Gomer, de nabijgelegen grotten met schilderingen uit het Paleolithische tijdperk en de overblijfselen van het Moorse kasteel in de kloof van Gomer.
Alfarnatejo is een van de 31 gemeentes van de streek Axarquía en de buurgemeente van Alfarnate.

## Demografische ontwikkeling
Bron: INE, 1857-2011: volkstellingen